# Кјеза Вељија (Сондрио)
Кјеза Вељија је насеље у Италији у округу Сондрио, региону Ломбардија.
Према процени из 2011. у насељу је живело 16 становника. Насеље се налази на надморској висини од 2151 м.